# Maxime Rodinson
Maxime Rodinson est un linguiste, historien et sociologue français, spécialiste du Proche-Orient et de l'islam, né le 26 janvier 1915 à Paris 13e et mort le 23 mai 2004 à Marseille 15e. Il fut professeur à l'École pratique des hautes études.

## Biographie
Ses parents étaient des Russo-Polonais de familles juives, qui avaient fui les pogroms de Russie pour s'installer à Paris. Son père, Maurice Rodinson, est né le 6 janvier 1864 à Vitebsk, en Biélorussie. Sa mère, Anna Rodinson (née Gottlibowski), est née le 25 octobre 1884 à Suwalki en Pologne. Athées, militants socialistes, ils adhèrent au Parti communiste en 1920. Ses parents meurent en 1943, déportés à Auschwitz. Son père est déporté par le Convoi No 49, en date du 2 mars 1943 et sa mère par le Convoi No 46, en date du 9 février 1943. Leur dernière adresse est au 4 de la rue de la Huchette dans le 5e arrondissement de Paris.

### Carrière professionnelle
Ayant très jeune appris l'espéranto,, sans avoir le baccalauréat, Maxime Rodinson étudie à l'Institut national des langues et civilisations orientales (INALCO) en 1932, il en sort diplômé d'amharique, d'arabe littéral, d'arabe maghrébin, d'arabe oriental et de turc en 1936. Il apprend ensuite l'hébreu. En 1937, il devient boursier de la Caisse nationale de la recherche scientifique (CNRS).
En 1940, il est mobilisé dans l'armée française et envoyé en Syrie. Démobilisé, il travaille à l'institut français de Damas, puis au service des antiquités à Beyrouth, ce qui le sauve de la déportation (contrairement à ses parents restés à Paris). Puis enseigne à l'École des lettres jusqu'en 1947.
En 1948, il devient responsable de la section « islam » à la Bibliothèque nationale à Paris. En 1950, il soutient une thèse d'histoire à l'EPHE, IVe section .[réf. nécessaire] En 1955, il est nommé directeur d'études à l'École pratique des hautes études, et succède à Marcel Cohen comme professeur d'éthiopien et de sud-arabique (dont le ge'ez, la langue liturgique des chrétiens orthodoxes d'Éthiopie) quatre ans plus tard. Il le reste jusqu'à sa retraite en 1983.
En juin 1970, il soutient une thèse de doctorat d'État sur travaux, devant un jury composé de Georges Balandier, Régis Blachère, Claude Cahen et Henri Laoust.
En février 1979, il fait partie des 34 signataires de la déclaration rédigée par Léon Poliakov et Pierre Vidal-Naquet pour démonter la rhétorique négationniste de Robert Faurisson.
En 1991, il obtient le prix de l'Union rationaliste, qui lui est remis par Jean-Pierre Vernant.

### Un militant communiste
Il est membre du Parti communiste français de 1937 jusqu'à son exclusion en 1958. Il est accusé d’opportunisme et suspecté de vouloir faciliter sa carrière. Rodinson retrace longuement son parcours d'un fils né dans une famille communiste:p.27, membre du PCF jusqu'à sa rupture, dans l'article « Autocritique » qui est publié dans Peuple juif ou problème juif ? .

## Travaux scientifiques
Les travaux de Rodinson combinent les outils de la sociologie avec les théories marxistes pour l'étude de l'islam, ce qui l'aida à « ouvrir mes yeux et me faire comprendre et dire que le monde de l'Islam était sujet des mêmes lois et tendances que le reste de la race humaine »[réf. nécessaire].
Il est connu pour sa biographie de Mahomet, parue en 1961, une étude sociologique et matérialiste des conditions d'émergence de l'islam ainsi qu'une série de livres écrits tout au long de sa vie sur les rapports entre les doctrines issues de la pensée de Mahomet et les conditions socio-économiques des sociétés musulmanes.
Dans Islam et Capitalisme, paru en 1966 et dont le titre fait écho à la fameuse thèse de Max Weber sur l'émergence dans la même période du capitalisme et du protestantisme en Europe, il essaya de vaincre deux préjugés : le premier suivant lequel l'islam était un frein au développement du capitalisme, et le second, répandu chez les musulmans, selon lequel l'islam était égalitaire. Il mettait en lumière les éléments sociaux, les forces sociales en jeu, voyant l'islam plutôt comme un facteur neutre. À travers toutes ses œuvres suivantes, il mettra en évidence la relation entre les doctrines inspirées par Mahomet et les structures économiques et sociales dans le monde arabo-musulman. « Il se bat donc contre l'essentialisme et pour une approche des faits socio-économiques pris dans le contexte historique de leur époque ».
À côté de ses travaux consacrés à l'Islam, Maxime Rodinson s'est intéressé aux livres de cuisine et à l'influence de la cuisine arabe sur la cuisine médiévale de l'élite européenne. Dès 1949, alors qu'il est responsable des manuscrits arabes à la bibliothèque nationale, il publie un article sur les « documents arabes relatifs à la cuisine », suivi vingt ans plus tard par un second sur les « influences de la civilisation musulmane sur la civilisation européenne » dans les domaines de la consommation, de la distraction et de l’alimentation. Celui-ci sera réédité dans une revue scientifique ou comme chapitres de livres. Rodinson met en évidence l’intérêt des livres de cuisine comme entrée empirique parce qu'ils permettent de situer les aliments dans des styles culinaires, c’est-à-dire non seulement dans l’espace physique ou géographique, comme le faisait l'approche diffusionniste, mais également dans les hiérarchies sociales. Ainsi a-t-il contribué à la sociologisation de la question et au développement des études sur l'alimentation dans les sciences sociales (Food studies (en)).

## Positions sur le conflit israélo-palestinien
Rodinson publie « Israël, fait colonial ? », dans un numéro spécial de la revue  de Jean-Paul Sartre, Les Temps modernes, en juin 1967, mais son engagement était antérieur. Né dans une famille  communiste antisioniste, il avait assisté à un meeting à la Mutualité pour la cause palestinienne quelques mois auparavant. Il devient après la guerre israélo-arabe de 1967 un porte-parole de la cause palestinienne en France.
Il crée le Groupe de recherches et d'actions pour la Palestine avec son collègue Jacques Berque.
Il considérait que la cause palestinienne fournissait un fonds de commerce à la droite antisémite et à la gauche maoïste et appelait les Palestiniens à populariser leur cause auprès des Européens de gauche, les prévenant du danger d'une lecture religieuse du conflit qui pourrait ternir la réputation de leur cause : « Dans l'ardeur du combat idéologique contre le sionisme, les Arabes les plus influencés par une orientation religieuse musulmane saisiraient les vieux et populaires préjugés contre les juifs en général »[réf. nécessaire].
Son antisionisme est basé sur deux points : le sionisme impose aux juifs du monde entier une identité et une idéologie nationaliste, et judaïse des territoires au prix de l'expulsion et de la domination des palestiniens.
En 1972, il rédige l’article « Sionisme » pour l’Encyclopædia Universalis, qu'il conclut ainsi :
« Le sionisme est un cas très particulier de nationalisme. Si une critique de type purement nationaliste est désarmée devant lui, par contre une critique universaliste est intellectuellement plus fondée. Par définition, elle ne peut se borner à mettre en balance les avantages et les inconvénients du sionisme pour les Juifs. Elle soulignerait surtout, en dehors des conséquences générales de la définition nationaliste de l’ensemble juif, le tort considérable fait au monde arabe par le projet réalisé du sionisme politique centré sur la Palestine : aliénation d’un territoire arabe, cycle de conséquences conduisant à la subordination et à l’expulsion d’une partie très importante de la population palestinienne ».
Sa vision du conflit israélo-palestinien change au fil des années, le fait national israélien devenant évident. Israël ne pouvait plus être regardé uniquement comme un État colonisateur mais aussi comme une communauté nationale ; il défendait la nécessité de créer deux États : « S'il y a deux groupes ethniques ou plus dans le même pays, et si le danger de la domination de l'un par l'autre est à éviter, alors ces deux groupes doivent être représentés comme des communautés distinctes à un niveau politique, et à chacune doit être accordé le droit de défendre ses intérêts et aspirations »[réf. nécessaire].
C'est pourquoi il était en désaccord avec l'OLP, considérant que leur idée d'une guérilla sur le modèle algérien du FLN (qui avait réussi à chasser les colons français) était une dangereuse illusion. Dans le même temps, il appelait les Israéliens à abandonner leur prétention à faire partie de l'Europe, et d'accepter d'être un pays du Moyen-Orient, alors, d'apprendre à vivre avec ses voisins, de reconnaître les injustices faites aux Palestiniens et d'adopter un langage de conciliation et de compromis.

## Publications
- Recherches sur les documents arabes relatifs à la cuisine, Paris, Geuthner, 1949 (extrait de la Revue des études islamiques, vol. XVII)  (ISSN 0336-156X)
- « Sionisme et socialisme », in La Nouvelle Critique (revue du marxisme militant), n° 43, février 1953.
- « L’Arabie avant l’islam », in Histoire universelle, t. II «Encyclopédie de la Pléiade», 1957, p. 3–36 et p. 1637–1642, éditions La Pléiade - Gallimard, 1964, 2121 p.  (ISBN 2-07-010411-7)  (ISBN 978-2-07-010411-6)
- Mahomet, Paris, Club français du livre, 1961 ; rééd. revue et augmentée, Paris, Le Seuil coll. « Politique », 1968 ; rééd. revue, poche, Paris, Le Seuil, 1994, 284 p.  (ISBN 2-02-022033-4)  (ISBN 978-2-02-022033-0)
- « La Lune chez les Arabes et dans l’Islam », in La Lune, mythes et rites, Paris, Le Seuil, 1962, p. 151-215
- « Les Sémites et l’alphabet », « Les écritures sud-arabiques et éthiopiennes » et « Le monde islamique et l’extension de l’écriture arabe », in L’Écriture et la psychologie des peuples, Paris, Armand Colin, 1963, p. 131-146 et p. 263-274
- Islam et capitalisme, Paris, Le Seuil, 1966 ; rééd. 2014, Paris, Demopolis, 228 p. ; rééd. 2024 avec une préface d'Alain Gresh, Paris, Agone, 434 p.  (ISBN 978-2-7489-0566-3)
- Magie, médecine et possession à Gondar, Paris-La Haye, Mouton, 1967
- « Israël, fait colonial ? », dans Le conflit israélo-arabe. Dossier , Les Temps modernes, no 253 bis , juillet 1967, p. 17-88
- Israël et le refus arabe, 75 ans d’histoire, Paris, Le Seuil, coll. «L’Histoire immédiate», 1968
- Mahomet, Paris, Le Seuil, Points-Essais n° 282, [1ère éd. 1961, Club français du Livre], réédition 1994, 298 p.
- « Muhammad », Encyclopædia Universalis, t. 15 p. 660–662, 1971 ; rééd. 2002  (ISBN 2-85229-550-4), repris sous le titre « Mahomet ou Muhammad (571?-632) » dans l'édition électronique.
- Marxisme et monde musulman, Paris, Le Seuil, 1972
- Les Palestiniens et la crise israélo-arabe avec J. Berque, J. Couland, L.-J. Duclos et J. Hadamard), textes et documents du Groupe de recherches et d’action pour le règlement du problème palestinien (GRAPP), 1967-1973, Paris, Éditions sociales, 1974
- Les Arabes, Paris, PUF, 1979
- La Fascination de l’Islam, Paris, Maspero « Petite collection », 1980 ; réed. La Découverte, 2003
- Peuple juif ou problème juif ?, Paris, Maspero « Petite collection », 1981
- L’Islam : politique et croyance, Paris, Fayard, 1993
- De Pythagore à Lénine : des activismes idéologiques, Paris, Fayard, 1993
- Entre Islam et Occident, entretiens avec Gérard D. Khoury, Paris, Les Belles Lettres, 1998
- Souvenirs d’un marginal, Paris, Fayard, 2005